# Calínico (patrício)
Calínico (em latim: Callinicus) foi um oficial bizantino do século VI, ativo durante o reinado dos imperadores Justiniano (r. 527–565) e Justino II (r. 565–578).

## Vida
Nada se sabe sobre o parentesco ou nascimento de Calínico. Quando apareceu pela primeira vez já era idoso. Sua primeira menção ocorreu em 565, quando era patrício, prepósito do cubículo sagrado e sacelário e esteve presente no leito de morte do imperador. Foi encarregado com a missão de anunciar a Justino a morte do tio e sua escolha como sucessor imperial e em 1 de janeiro de 566 participou das celebrações consulares de Justino.
Se sabe que deu uma vila ao monofisista João do Éfeso, que foi confiscava pelo patriarca João III (r. 565–577), talvez em 571, quando recomeçou a perseguição aos monofisistas. Também se pensa que esta personagem pode ser associada ao cubiculário de nome incerto que comprou uma vila próxima da capital para o ermitão monofisista Mare e suas ações levaram os autores da PIRT sugerirem que foi monofisista ou ao menos simpatizante.
Calínico foi assunto de versos do poeta Leôncio preservados no Ciclo de Agátias. O poema de Coripo fez menção a ele e deu ênfase a sua lealdade ao imperador. Apesar de não ser possível determinar datas, os autores da PIRT sugeriram que já era patrício e prepósito por alguns anos durante o reinado de Justiniano e que tornou-se sacelário pouco antes da morte dele. Também é possível que manteve papel de influência na corte durante o reinado de Justino e já devia estar morto em 571.